# Linum extraaxillare
Linum extraaxillare là một loài thực vật có hoa trong họ Linaceae. Loài này được Kit. mô tả khoa học đầu tiên năm 1864.